# You Don’t Know
You Don’t Know — первый сингл сборника Эминема «Eminem Presents: The Re-Up». Сингл записан при участии 50 Cent, Ллойда Бэнкса и Ca$his.

## Видеоклип
На You Don’t Know был снят клип, релиз которого состоялся 7 ноября 2006 года. В MTV’s Total Request Live видео получило первое место.
Главная идея клипа состояла в том, чтобы показать всех четырёх исполнителей в образах особо опасных преступников. Поэтому все четверо одеты в робы и закованы в кандалы. По сюжету их привозят на разных транспортных средствах в сильно охраняемую тюрьму. При этом 50 Cent прибывает туда на самолётe, Cashis — в поезде, Lloyd Banks — в вертолёте, а Эминем — в грузовике.
Помимо этих исполнителей в видео снялись в роли самих себя Tony Yayo, The Alchemist, Young Buck, D12, Bobby Creekwater, Mobb Deep, Trick Trick, Stat Quo и Obie Trice (последний снялся ещё и в игровой части клипа в роли диспетчера, контролирующего перелёт Бэнкса).
В клипе есть аллюзии на фильм «Молчание ягнят». Видео начинается с того, что женщина-агент ФБР (внешне напоминающая героиню Джоди Фостер) приходит к заключённому Эминему, который приветствует женщину фирменным жестом облизывания губ Ганнибала Лектера. Атрибутика Эминема (перевозка на тележке, намордник) в этом видео — тоже отсылка к образу Лектера. В следующей крупной работе Эминема — альбоме Relapse — он неоднократно упоминает Ганнибала Лектера.

## Список композиций
Цифровая дистрибуция
| №  | Название                                                 | Автор(ы)                                               | Продюсер(ы)        | Длительность |
| -- | -------------------------------------------------------- | ------------------------------------------------------ | ------------------ | ------------ |
| 1. | «You Don’t Know» (вмес. с 50 Cent, Lloyd Banks и Cashis) | M. Mathers, C. Jackson, C. Lloyd, R. Johnson, L. Resto | Eminem, Luis Resto | 4:17         |
| 2. | «Get Low» (исполняет Stat Quo)                           | A. Young, D. Parker, M. Elizondo, S. Benton            | Dr. Dre            | 3:19         |

## Позиции в чартах
| Чарт (2006)                          | Позиция |
| ------------------------------------ | ------- |
| Irish Singles Chart                  | 5       |
| Norwegian Singles Chart              | 7       |
| UK Singles Chart                     | 32      |
| U.S. Billboard Hot 100               | 12      |
| U.S. Billboard Hot R&B/Hip-Hop Songs | 87      |
| U.S. Billboard Pop 100               | 16      |